# Alvar Wilska
Alvar Pietari Johannes Wilska, född 14 mars 1911 i Parikkala, död 22 december 1987 i Vanda, var en finländsk fysiolog och uppfinnare.
Wilska blev medicine och kirurgie doktor 1938. Han var 1934–1944 assistent och 1944–1966 extra ordinarie professor i fysiologi vid Helsingfors universitet. Han var 1944–1947 föreståndare för Wihuris forskningsinstitut och 1960–1983 forskare och professor vid University of Arizona i Tucson.
Wilska var tekniskt innovativ och utvecklade på 1930-talet bland annat en mikroelektrod för registrering av elektriska signaler från enskilda nervceller, som möjliggjorde Ragnar Granits Nobelprisbelönade arbeten, samt utgående från tyska förlagor ett av världens första elektronmikroskop, som han arbetade med fram till sin död. Under krigsåren uppfann han en metod att med strålkastare skydda städer mot nattbombning av städer och konstruerade en stereoskopisk röntgenapparat som kunde avslöja hur djupt en skärva trängt in i kroppen. Det var även Wilska som under sin värnpliktstid 1937–1938 utvecklade den så kallade molotovcocktailen, som han även namngav.